# Umformtechnik (Zeitschrift)
UMFORMTECHNIK MASSIV+LEICHTBAU ist ein deutschsprachiges Fachmagazin für die Metallindustrie mit den Themenbereichen Massivumformung sowie umformtechnischer Leichtbau
- Warm-, Halbwarm- und Kaltmassivumformung metallischer Stücke und Halbzeuge sowie metallische Additive Fertigung
- Technik und Anwendungen ergänzender Verfahren, Betriebsmittel, Prozesse und Informationstechnik

Hinzu kommen die Branche unmittelbar berührende Analysen, Forschungs-, Wirtschafts-, Messe- und Marktberichte.
Gedruckt erscheint UMFORMTECHNIK MASSIV+LEICHTBAU vier Mal pro Jahr.

## Inhalt
UMFORMTECHNIK MASSIV+LEICHTBAU ist eine journalistisch gemachte Fachzeitschrift. Aufbereitete Originalbeiträge aus Industrie, Wissenschaft sowie redaktioneller Recherche sollen zu Stand, Trends und Zukunft der metallischen Umformtechnik nebst ergänzenden Verfahren informieren.

## Onlineauftritt
umformtechnik.net ist eine gemeinsame Plattform der umformtechnischen Zeitschriften im Meisenbach Verlag. Fachartikel, Produktvorstellungen, Reportagen, Branchen- und Anwenderberichte sowie Hintergrundinformation aus den Fachzeitschriften DRAHT, WIRE, UMFORMTECHNIK MASSIV+LEICHTBAU, BLECH+ROHRE+PROFILE – können hier thematisch recherchiert werden.